# クラエス・ホルガー・デ・フリーゼ
クラエス・ホルガー・デ・フリーゼ（Claes Holger de Vreese、1974年 - ）は、オランダのアムステルダム大学で政治コミュニケーションを教えているデンマーク出身の教授。
アムステルダム大学で政治コミュニケーションを学んで1998年に卒業し、2003年には同大学でPh.D.を取得した。2005年から、アムステルダム大学のコミュニケーション研究大学院 (Amsterdam School of Communications Research, ASCoR) で政治コミュニケーションを教え、研究指導にあたっている。デ・フリーゼは、ASCoRの研究主任であり、また、政治とコミュニケーション研究センター (Center for Politics and Communication) を創設してその責任者となっている。2005年からは、南デンマーク大学のジャーナリズム研究センターにも、ジャーナリズムと政治学の兼任教授として関わっている。
デ・フリーゼは、数多くの学術賞を受賞しており、2004年には第1回のニルス・クリム賞を受賞した。学界関係の要職もいろいろ務めており、2012年から2014年にかけては、国際コミュニケーション学会の政治コミュニケーション部門の代表者も務めた。また、オランダ王立芸術科学アカデミーによる若手アカデミーに選ばれている。